# Toller Porcorum
Toller Porcorum est une paroisse civile et un village du Dorset, en Angleterre.